# ۱۶ ساله‌ها
۱۶ ساله‌ها (ایتالیایی: Le sedicenni) یک فیلم عاشقانه ایتالیایی است که در سال ۱۹۶۵ منتشر شد.

## گزیدهٔ بازیگران
- لائورا آنتونلی
- دینو
- کارلو جوفره
- لورنتسا گوئریه‌ری
- بیچه والوری
- الی دراگو